# Lampione
Lampione (deutsch Laterne) gehört zu den Pelagischen Inseln im Mittelmeer zwischen Sizilien und Tunesien. Die unbewohnte Insel ist zirka 200 Meter lang und 180 Meter breit, der höchste Punkt liegt auf einer Höhe von 36 m s.l.m.
Geographisch liegt Lampione auf der Afrikanischen Platte, politisch gehört die Insel zur Gemeinde Lampedusa e Linosa im Freien Gemeindekonsortium Agrigent der Autonomen Region Sizilien. Der Sage nach ist die Insel ein Felsbrocken aus der Hand der Kyklopen.
Bemerkenswert ist die Fauna der Insel, die zum Naturschutzgebiet Riserva Marina Isole Pelagie gehört. Lampione dient vielen europäischen Zugvögeln als Rastplatz. Zur Meeresfauna zählen Zackenbarsche, Haie, Langusten, Krebstiere und Korallen.

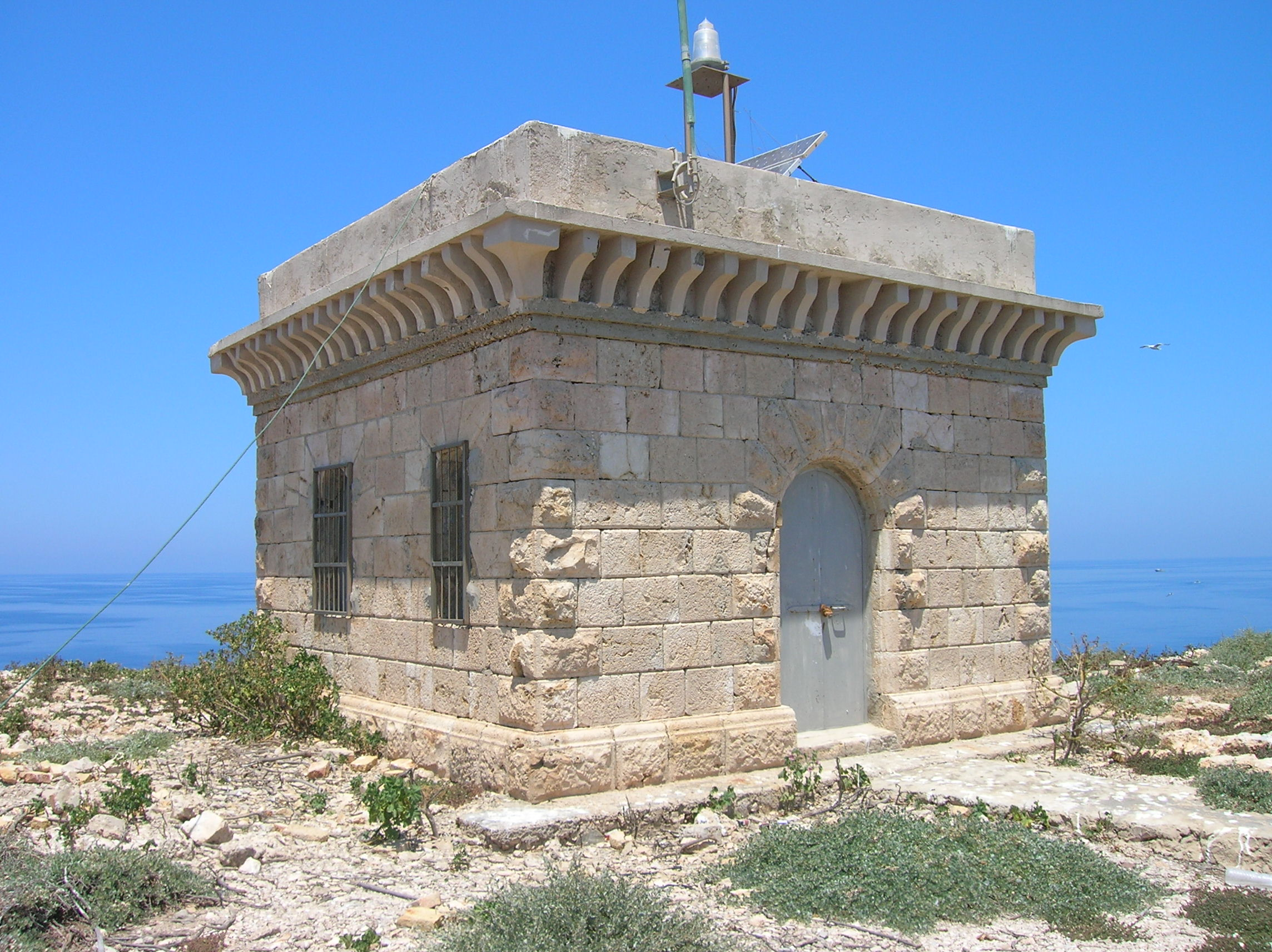
Leuchtturm auf Lampione

Das einzige Gebäude auf der Insel ist der quadratische und sechs Meter hohe Leuchtturm (italienisch Faro) mit einer Tragweite von 7 Seemeilen. Er steht auf der südwestlichen Steilküste, wird mit Sonnenenergie betrieben und hat eine Feuerhöhe von 40 m s.l.m. Seine Kennung ist Fl(2)W.10s, also weißes Blitzfeuer im Abstand von 10 Sekunden.